# Agrilus dolli
Agrilus dolli är en skalbaggsart som beskrevs av Schaeffer 1904. Agrilus dolli ingår i släktet Agrilus och familjen praktbaggar. Inga underarter finns listade i Catalogue of Life.